# Hipólito Polanco
Hipólito Polanco Pérez (Villa Riva, Provincia Duarte, República Dominicana, 13 de agosto de 1976) es un doctor en Derecho y Político dominicano. Fue precandidato presidencial de la República Dominicana de cara a las elecciones del 2016 y 2020 por el Partido de la Liberación Dominicana. Luego de varios años luchando por la democracia y unidad en el Partido de la Liberación Dominicana, el 12 de mayo del 2022 puso fin a su militancia de más de  30 años en esa organización política.

## Biografía
Nació el 13 de agosto de 1976 en Villa Riva, un municipio de la provincia Duarte, una de las 32 provincias de la República Dominicana. Es hijo del señor Antonio Polanco Tavarez y la señora Felicia Pérez Valdera. Realizó sus estudios primarios en el centro educativo Luis Molina y la secundaria en el liceo Juan Pablo Duarte, en Villa Riva. Obtuvo un doctorado en derecho en la Universidad Autónoma de Santo Domingo.

## Precandidatura presidencial
Luego de tres años de campaña interna, de recorrer el país en dos ocasiones, de seis aspirantes presidenciales: Francisco Javier García, Reinaldo Pared Pérez, Temístocles Montás, Radhamés Segura, Hipólito Polanco y Danilo Medina, cuatro de ellos declinaron y solo quedaron: el presidente de la República, Danilo Medina y el dirigente Hipólito Polanco. De acuerdo a lo que establece el artículo 43 de los estatutos del partido, el candidato debe ser escogido mediante primarias internas, además, abrir la inscripción de candidaturas, el Partido de la Liberación Dominicana, no aperturó y tampoco celebró primarias internas, presentando a Danilo Medina como candidato único, violando los estatutos del partido y de la constitución en los artículos 22-69 y siguiente, la Conversión Interamericana de los Derechos Humanos. Polanco ha puntualizado en distintos medios de comunicación que se le violó el derecho de elegir y ser elegido.

## Acudimiento a los tribunales
Tras la escogencia del presidente de la República, Danilo Medina, como único candidato presidencial de cara a las elecciones del 15 de mayo de 2016 por el Partido de la Liberación Dominicana, Hipólito Polanco acudió a los altos tribunales del país, como el Tribunal Constitucional y el Tribunal Superior Electoral, alegando que es ilícita la escogencia de Danilo Medina como único candidato del partido, pese a que no se consultaron las bases del partido para ver si estaban de acuerdo o no con la reelección presidencial, por lo que era necesaria, de acuerdo con sus reclamaciones, una convención donde participarían ellos dos, mas todo aquel que desee lanzar sus aspiraciones a la presidencia.
Pese a que los tribunales le dieron la razón y no hicieron nada para impedir que Danilo Medina sea el candidato sin realizar convención, Hipólito Polanco dijo el 18 de enero de 2016 que acudirá ante la Organización de Estados Americanos.
El miércoles 24 de febrero de 2016 Hipólito Polanco y sus abogados depositaron un recurso de amparo en la OEA. El día siguiente, 25 de febrero,  Polanco anunció a través de su cuenta de Twitter que se dirigiría al país por medio de una cadena de medios de comunicación el día 28 del mismo mes  para explicar a la población el motivo de la impugnación a la candidatura presidencial del presidente Danilo Medina ante la Organización de Estados Americanos.
El 28 de febrero se llevó a cabo, mediante una alocución que duró una hora, (de 8:00 a 9:00) se dirigió al país y explicó los motivos de impugnación a la candidatura presidencial del presidente reelecto de la República Dominicana, Danilo Medina.
El 5 de mayo de 2016 Hipólito Polanco aseguró que la OEA lo favoreció con la impugnación.
El 11 de mayo de 2017 Polanco dijo, partiendo del Escándalo Odebrecht y la manifestación de la levantada Marcha Verde, que el presidente Danilo Medina fracasó políticamente.
El 25 de abril de 2017 Polanco dijo que el gobierno había orquestado un plan para asesinarlo, pero que debido a la agilidad de sus agentes de seguridad, su objetivo no se llevó a cabo.
En junio del 2017 Hipólito Polanco hizo público, a través de la cadena de noticias Bloomberg, que Mónica Moura, esposa de Joao Santana, lo había llamado para ponerle precio al retiro de la impugnación a la candidatura del presidente Danilo Medina ante la OEA. Bloomberg dijo que las plantas a carbón construidas en Punta Catalina amenazan la presidencia de la República Dominicana.